# Das Märchen (Schnitzler)
Das Märchen ist ein Schauspiel in drei Aufzügen von Arthur Schnitzler, das am 1. Dezember 1893 am Deutschen Volkstheater in Wien uraufgeführt wurde. Der Text erschien zuerst 1894 im Verlag E. Pierson, die dritte Fassung 1902 bei S. Fischer in Berlin.
Die junge talentierte Schauspielerin Fanny Theren, eine ‚gefallene’ Frau, setzt sich gegen die Vorurteile der dominierenden Männergesellschaft durch und geht ihren Weg.

## Titel
An mehreren Stellen wird im Text auf das „Märchen von den Gefallenen“ angespielt, womit gemeint ist, dass, wenn eine unverheiratete Frau bereits eine sexuelle Beziehung gehabt hat, sie niemals mehr zum Heiraten taugt. Das wird von der Hauptfigur – zuerst – als „Märchen“ abgetan.

## Inhalt
Der 30-jährige Schriftsteller Fedor Denner liebt Fanny. Er erfährt, dass sie die Geliebte seines Freundes Dr. Friedrich Witte war. Trotzdem bringt Fedor gegenüber anderen Männern – zum Beispiel gegenüber Fannys künftigem Schwager, einem Beamten, seine Meinung zum Ausdruck: Die Verachtung eines Weibes, das schon geliebt hat, sei gedankenlos und anmaßend. Die Freunde aber raten ihm von einer Ehe mit Fanny ab. Also meidet Fedor fortan das Haus Theren. Fanny sucht Fedor in seiner Wohnung auf und gesteht ihm ihre Liebe. Als Fedor von Dr. Witte besucht wird, wirft er dem Gast mangelhafte Moral vor. Dr. Witte aber beharrt auf seinen Ansichten, den Umgang mit Schauspielerinnen, Dienstmädchen et cetera betreffend. Fanny gibt nicht auf. Sie gesteht Fedor ihre Verfehlung. Fanny will von Fedor nicht als Verlorene angesehen werden. Fedor lenkt ein. Am Ende des zweiten Aufzuges hofft der Zuschauer auf sein Happyend.
Das kommt leider nicht. Fedor hält Fanny ihre verjährte Liebschaft vor. Fanny hält an ihrer Liebe zu Fedor fest. „Bis ans Ende der Welt“ will sie mit dem Geliebten gehen. Doch Fedor kann das Geschehene nicht vergessen: „Was war, ist!“ artikuliert er seine Überzeugung und fragt: „Am Ende der Welt, bist du da eine andere?“ Er verneint seine Frage und steigert sich in Hasstiraden. Fanny verlässt sowohl Fedor als auch ihre Familie, der sie sowieso ein Klotz am Bein ist. Die Schauspielerin folgt einem Ruf an eine Petersburger Bühne.

## Adele Sandrock
Die Premiere des Stücks war ein Fiasko für Schnitzler und ein Erfolg für Adele Sandrock, die 30-jährige Darstellerin der Fanny Theren. Einen Tag nach der Premiere gingen Schnitzler und Sandrock eine Beziehung ein, die immerhin bis zum Februar 1895 hielt.

## Selbstzeugnis
Schnitzler schrieb im November 1890 in sein Tagebuch, er habe in Das Mährchen „Psychologisches aus“ seinem „Verhältnis mit Mz.“ (Marie Glümer) eingebracht.

## Rezeption
- Georg Brandes schreibt am 26. Mai 1894 an Schnitzler: „Die Frauengestalten sind alle sehr fein und richtig gezeichnet, und die Handlung des Stücks ist gut und logisch geführt.“[11] Das Lob erwähnt Schnitzler in einem Brief an Otto Brahm.
- Brahm antwortet im Frühsommer desselben Jahres, das Stück habe „zuviel Psychologie und zuwenig Anschauung, zuviel Tendenz und zuwenig Gestalt.“[12]
- Für Perlmann wird das „Märchen“, anfangs als solches abgetan, gewinnt aber mit der Zeit die Macht über Fedor.[13]
- Sprengel hebt das Zwiespältige in Fedors Charakter hervor: Dieser Schriftsteller wisse, dass er etwas falsch macht, könne aber nicht über seinen Schatten springen.[14]
- Le Rider bespricht die „archaische Rollenungleichheit von Mann und Frau“, in der sich „die glückliche Beziehung“ als unmöglich herausstelle.[15]

## Verfilmung
- „Das Märchen“. Regie: Theodor Grädler. NDR Studio Hamburg 1966. Mit Christiane Hörbiger, Karl Walter Diess, Bibiana Zeller und Klaus Löwitsch.